# Ornitologie

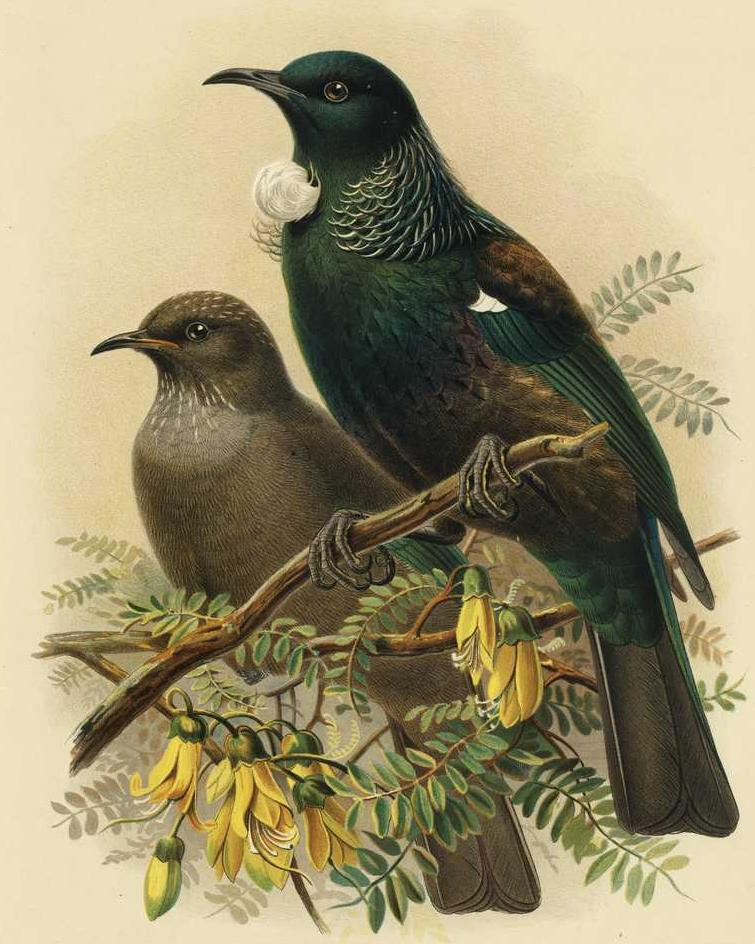
Tui zpěvný (Prosthemadera novaeseelandiae), Buller, W. L., Historie ptáků Nového Zélenadu, 1873

Ornitologie (z řeckých slov ornis – pták a logos – věda) je zoologická věda zabývající se studiem ptáků a jejich životem. Odborníci zabývající se ornitologií se nazývají ornitologové.

## Historie

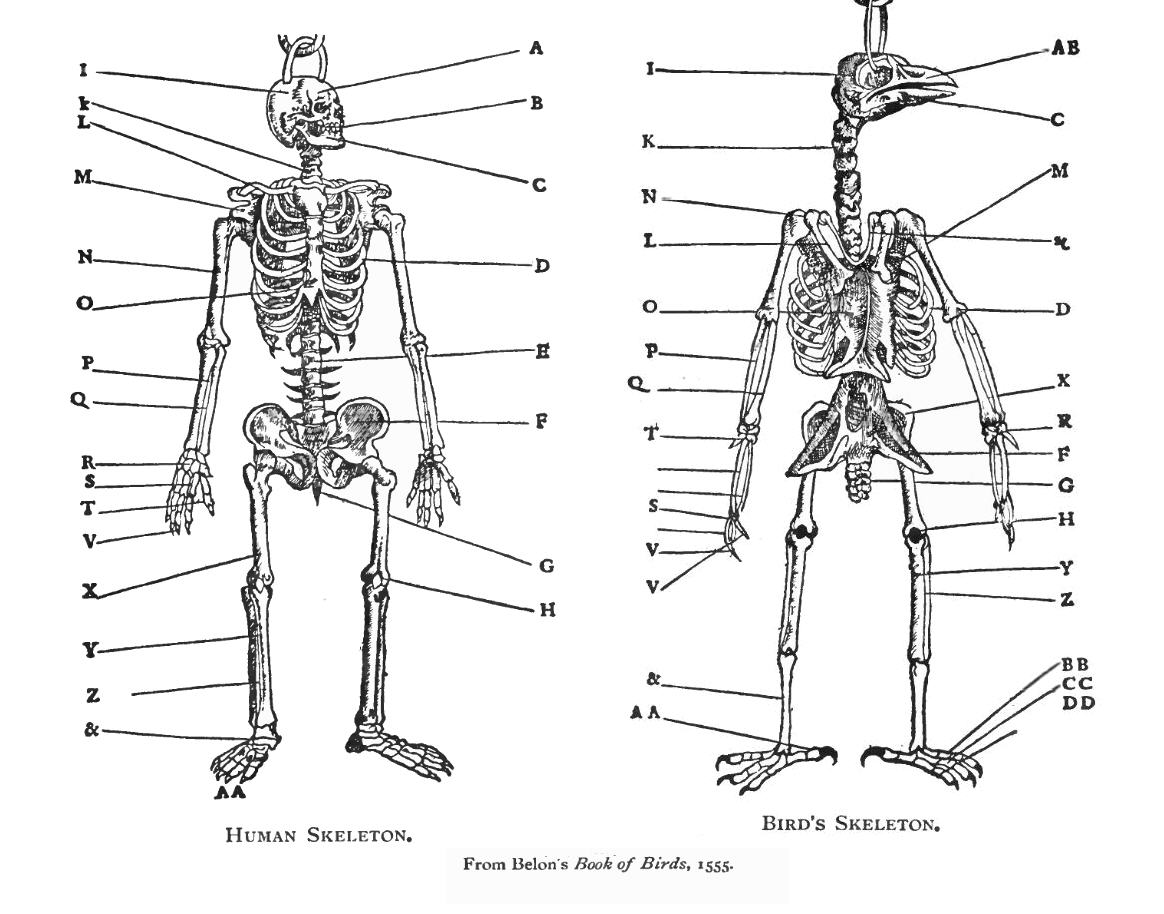
Belonovo porovnání lidské a ptačí kostry v jeho knize Book of Birds, 1555

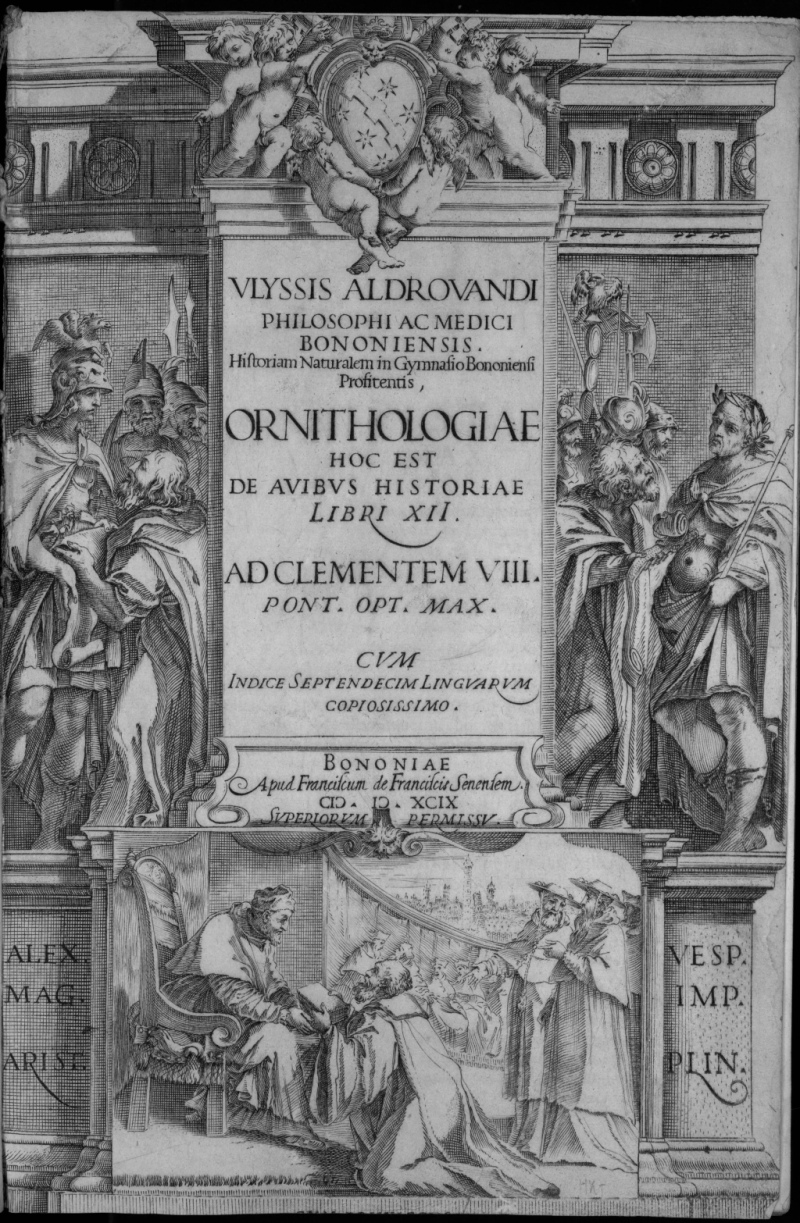
Obálka knihy Ornitologie od Ulisse Aldrovandiho, 1599

V historii ornitologie se odráží trendy v historii biologie. Zahrnují přechod od pouhého popisu ptáků k identifikaci vzorců a pochopení procesů s vytvářením modelů.
Člověk pozoroval ptáky od pradávna a kamenné kresby v jeskynních jsou jedny z nejstarších záznamů dokazujících zájem o ptactvo. Ptáci byli důležití také jako zdroj potravin. Ve vykopávkách osady z rané doby kamenné bylo objeveno až 80 druhů kostí ptáků.
Kultury po celém světě mají bohatou slovní zásobu vztahující se k popisu ptáků. Tradiční ptačí jména jsou často založena na podrobné znalosti jejich chování, mnoho jmen je zvukomalebných a jsou stále používána. Znalost tradic je i nadále důležitá, zejména v důsledku jejich významu v ochraně životního prostředí. Většina těchto informací prošla ústní tradicí (viz ethno-ornitologie). Lov ptáků rovněž vyžadoval značné znalosti jejich zvyků. Chov drůbeže a sokolnictví se praktikuje od pradávna v mnoha částech světa. Umělé líhnutí drůbeže bylo praktikováno v Číně (246 př. n. l.) a Egyptě (nejméně 400 př. n. l.). Egypťané také ukázali velkou znalost ptáků využíváním ptačích symbolů v hieroglyfech, z nichž mnohé, ač stylizované, jsou stále rozpoznatelné.
Některé z prvních písemných záznamů poskytují cenné informace o minulosti rozdělení druhů. Například Xenofónovy záznamy o výskytu pštrosa v Asýrii (Anabasis, i. 5) ukázaly, že jeho vyhynulého druha našli archeologové v Africe, kde se konaly pštrosí závody. Vedas (1500–800 př. n. l.) se poprvé zmínil o hnízdním parazitismu u kukačky koel (Eudynamys scolopacea). V prastarém umění Číny, Japonska, Persie a Indie se vyskytuje velké množství ilustrací ptáků, kteří jsou zpodobněni s velkou přesností. Tento směr se později vyvinul i v dalších částech světa.
Aristoteles roku 350 př. n. l. ve svém díle Historia Animalium popsal, jakou mají ptáci životnost, jak migrují, pelichá jim peří a kladou vejce. Dopustil se však některých omylů, jako například že vlaštovky hibernují. Zároveň však poznamenává, že jeřábi cestují ze stepí na Scythii do bažin u pramene Nilu.
Myšlenka, že vlaštovka hibernuje, přetrvala v odborných kruzích až do roku 1878, kdy Elliott Coues stejně jako 182 tehdejších publikací uváděl, že proti zimnímu spánku vlaštovek nejsou žádné důkazy a ani to není v rozporu se známou teorií. Podobné mylné představy existovaly pokud jde o chov husy bernešky. Jejich hnízda nebyla vidět a tak lidé snadno uvěřili, že berneška vznikla tím, že vyrostla transformací z mušle Pollicipes cornucopia. Myšlenka, která převládala celé 11. století, byla vyvrácena biskupem Geraldem z Walesu (celým jménem Giraldus Cambrensis) v jeho díle Topographia Hiberniae (1187).
Počátky sokolnictví spadají do Mezopotámie a nejstarší záznam pochází z dob panování Sargona II. (722–705 př. n. l.). Sokolnictví přinesli do Evropy až po roce 400 z východu po invazí Hunové a Alané. Fridrich II. Štaufský (1194–1250) se naučil sokolnictví od Arabů v průběhu války v regionu a získal arabskou Moamynovu monografii o sokolnictví. Přeložil tuto knihu do latiny a prováděl pokusy s ptáky ve svém zvěřinci. Zakrýval supům oči a posouval jim potravu, aby na závěr zjistil, že ptáci hledají potravu očima, a ne čichem. Vyvinul metody chovu a tréninku sokolů. Tato studie, na které pracoval téměř 30 let byla zveřejněna roku 1240 jako De Arte Venandi cum Avibus (Umění lovu s ptáky) a je považována za jednu z prvních studií o chovu ptáků.

## Využití poznatků ornitologie
Volně žijící ptáci mají vliv na mnoho lidských činností a zároveň jsou důležitým zdrojem vajec, masa, peří a dalších produktů. Aplikovaná a ekonomická ornitologie mají za cíl snížit škodlivé účinky ptáků a zvýšit zisky z prospěšných druhů.

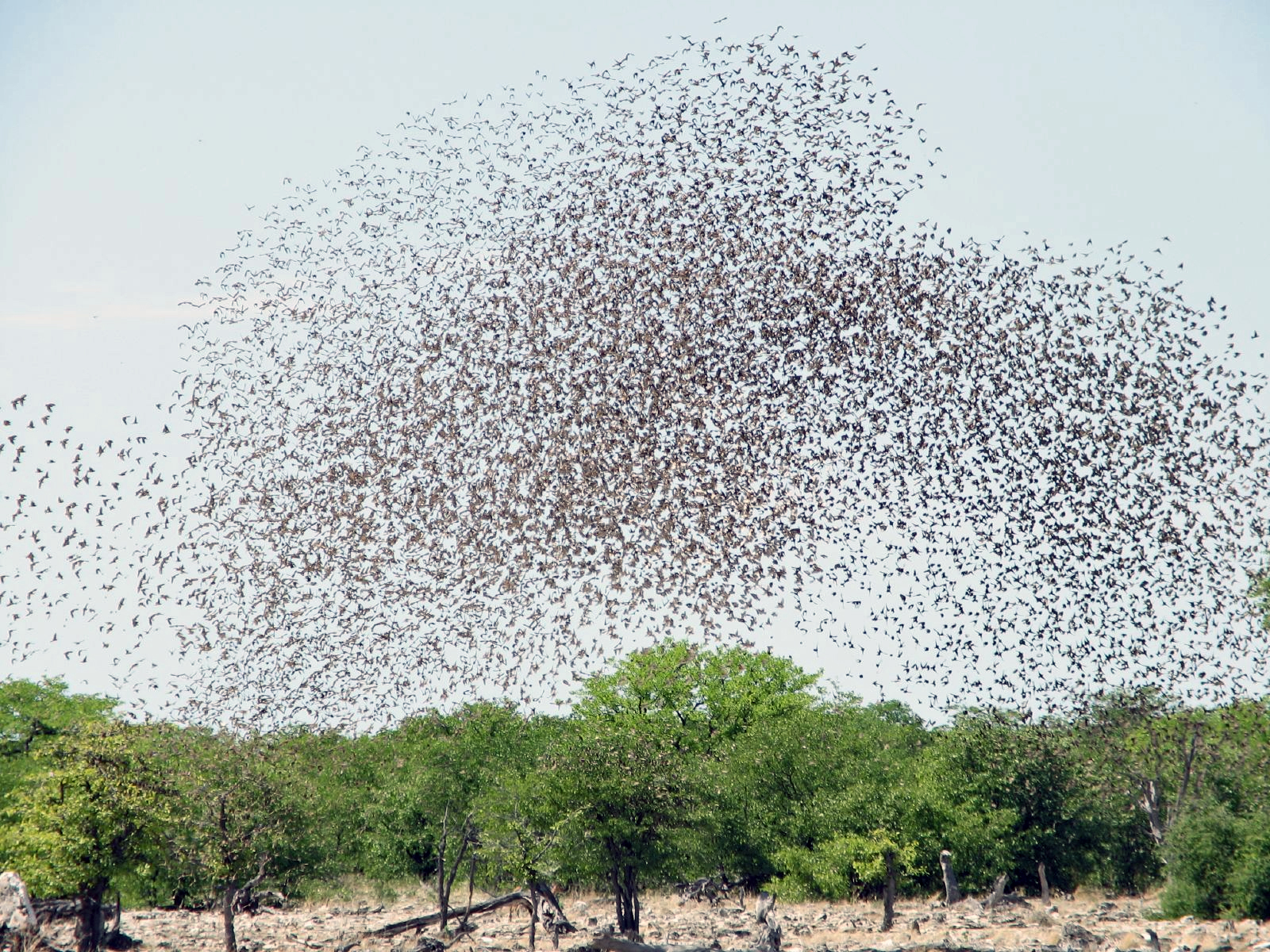
Snovač rudozobý je hlavní zemědělský škůdce v některých částech Afriky.

Role některých druhů ptáků jako škůdce je dobře známá především v zemědělství. Ptáci, kteří se živí zrním, jako je snovač rudozobý v Africe, patří nejpočetnějsí ptáky na světě ve společném shánění potravy a jejich hejna mohou způsobit devastaci úrody obilí.
Mnoho hmyzožravých ptáků je pro zemědělství velmi užitečných. Řada historických studií o přínosu nebo škodách způsobených ptáky na polích byly provedeny analýzou obsahu žaludku a pozorováním jejich chování při krmení. Moderní studie zaměřené na regulaci ptáků v zemědělství využívá širokou škálu principů z ekologie. Intenzivní "aquakultura" přinesla konflikt mezi člověkem a ptáky, kteří se rybami živí, jako jsou například kormoráni.
Velká hejna holubů a špačků ve velkých městech jsou často považována za obtěžující a techniky, pro snížení jejich populace nebo jejich dopady se neustále inovovují. Ptáci jsou významní také v lékařství, kde mají význam jako přenašeči lidských onemocnění jako je například japonská Encefalitida, západonilská horečka a H5N1.
Obzvláště velký význam mají škody, které napáchají ptáci v letectví, vzhledem k fatálním důsledkům a způsobeným ekonomickým ztrátám. Bylo odhadnuto, že leteckému průmyslu na celém světě každý rok vznikají škody ve výši 1,2 miliardy amerických dolarů.
Mnoho druhů ptáků přivedl člověk svou činností na pokraj vyhubení. Boj o zachování ptactva vyžaduje specializované znalosti v biologii a ekologii. Ornitologové přispívají k zachování ptactva studiem volně žijících druhů a určují hlavní hrozby a způsoby, jak zvýšit přežití druhu. Kriticky ohrožený druh, jako je například kondor kalifornský musely být odchyceny a chováni v zajetí. Tato opatření mohou vést k opětnému vysazení těchto druhů do volné přírody.

## Nezodpovězené otázky týkající se ptáků
Stěhovaví ptáci mají obdivuhodnou orientaci, která je stále záhadou pro ornitology. Rupert Sheldrake popsal experimenty s poštovními holubicemi: zavazoval jim oči, vyoperovával jim různé orgány, dezorientoval v centrifuze, odvážel je na vzdálená místa, přemísťoval jejich domácí holubníky o stovky kilometrů jinam, ale holubice do nich vždy bezpečně trefily.

## Ornitologie v českých zemích
Významným českým ornitologem a zoologem byl Jiří Janda (1865–1938), zakladatel pražské zoologické zahrady. Dalším významným ornitologem byl profesor Zdeněk Veselovský (1928–2006), který dlouhou dobu Zoo Praha vedl a shromáždil v ní unikátní sbírku hrabavých ptáků. Byl zakladatelem české etologie a autorem mnoha odborných článků a populárně-naučných monografií z oblasti zoologie a etologie. Byl žákem nositele Nobelovy ceny a zakladatele etologie Konrada Lorenze.

## Významní světoví ornitologové

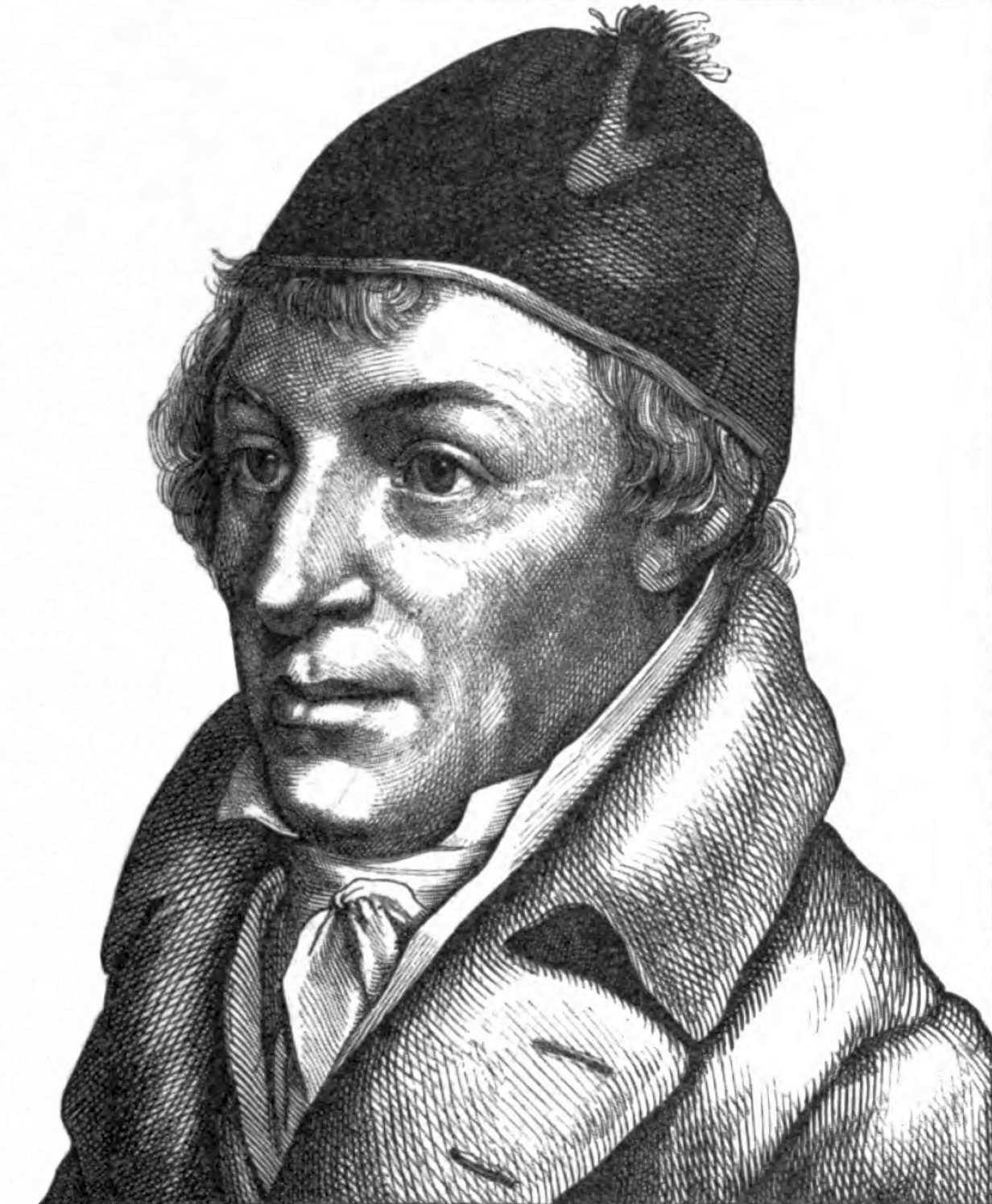
Johann Matthäus Bechstein

- Ulisse Aldrovandi (1522–1605) byl italský přírodovědec, napsal dílo Ornithologiae libri XII (Bologna 1599–1603).
- Johann Matthäus Bechstein (1757–1822), „Otec německé ornitologie.“
- James Bond (1900–1989) Jeho kniha „Birds of the West Indies“ je významným odborným dílem.
- George Edwards (1694–1773) „Otec britské ornitologie.“. Jeho dílo: A natural history of Birds
- Konrad Lorenz (1903–1989) byl rakouský zoolog, zakladatel moderní etologie.
- Coenraad Jacob Temminck (1778–1858) byl holandský aristokrat a zoolog. Jeho dílo Manuel d'ornithologie, ou Tableau systematique des oiseaux qui se trouvent en Europe (1815) bylo standardem pro Evropu na mnoho let. Zdědil velkou sbírku ptactva po otci.